# 광주광역시교육정보원
광주광역시교육정보원(光州廣域市敎育情報院)은 지방교육자치에 관한 법률 제32조에 따라 체계적인 진로교육 및 교육정보 지원체제를 구축하여 학생에게 다양한 진로 탐색의 기회를 제공하고 질 높은 교육정보를 교육현장에 지원하기 위해 광주광역시교육청 산하에 설치된 소속기관이다.